# Dionysios von Samos
Dionysios von Samos (latinisiert Dionysius Samius) war ein griechischer Historiker und Mythograph der hellenistischen Zeit. Er stammte von der Insel Samos und wirkte vermutlich im 3./2. Jahrhundert v. Chr. Dionysios war Verfasser eines epischen Zyklus (Kyklos historikos), das als Ganzes heute verloren ist und in dem byzantinischen Lexikon Suda fälschlich Dionysios von Milet zugeschrieben wurde. Der Zyklus wurde unter anderem von antiken Euripides- und Pindarkommentatoren benutzt, wie überlieferte Zitate belegen. Aufgrund der Fragmente spricht manches dafür, das Werk des Dionysios als mythologisches Handbuch zu betrachten, mit einem besonderen Interesse für außergewöhnliche Ereignisse und Details.
Die Fragmente seines Werks sind gesammelt in Felix Jacobys Die Fragmente der griechischen Historiker (Nr. 15) bzw. in Brill’s New Jacoby (mit englischer Übersetzung, Kommentar und biographischer Skizze von Paola Ceccarelli).
| Personendaten    | Personendaten                                              |
| ---------------- | ---------------------------------------------------------- |
| NAME             | Dionysios von Samos                                        |
| ALTERNATIVNAMEN  | Dionysius Samius                                           |
| KURZBESCHREIBUNG | antiker griechischer Historiker                            |
| GEBURTSDATUM     | zwischen 4. Jahrhundert v. Chr. und 1. Jahrhundert v. Chr. |
| STERBEDATUM      | zwischen 4. Jahrhundert v. Chr. und 1. Jahrhundert v. Chr. |